# Supercopa de Portugal
La Supercopa de Portugal, llamada oficialmente Supercopa Cândido de Oliveira (en portugués: SuperTaça Cândido de Oliveira), es un torneo de fútbol que disputan anualmente el campeón de la Primeira Liga contra el campeón de la Copa de Portugal. El club vigente campeón es el S. L. Benfica tras vencer al Sporting de Lisboa por 1-0. El equipo con más títulos es el FC Porto con 24 trofeos.

## Historia
En la temporada 1943-44 se realizó un juego especial entre el campeón Sporting de Portugal, y el ganador de la copa SL Benfica, para la inauguración del Estadio Nacional de Portugal. Esta competencia fue llamada Taça Império (no confundir con Taça do Império, la primera encarnación del Copa portuguesa). Después del juego, se decidió que se iba a competir desde ese año, pero fue cancelada más adelante. La Supercopa comenzó de manera no oficial en 1978-79 con el derbi de la ciudad de Oporto entre Boavista FC (Ganador de la Copa) y FC Porto (Campeón de la liga) que terminó con una victoria 2-1 para Boavista.
El siguiente año 1979-80, otro derbi ocurrió entre el Benfica y Sporting de Portugal. Esta fue la segunda y última edición no oficial, y fue jugada con partidos de ida y vuelta.
Con el éxito de ambas ediciones no oficiales de esta copa, la federación portuguesa decidió mantener la competición anualmente, con definición a dos partidos a partir de la temporada 1980/81; y se pasaría a llamar "Supercopa Cândido de Oliveira", en honor al jugador Cândido de Oliveira.
Las reglas indicaron que dos partidos fueran jugados, y en caso de empate se jugaría un tercer partido en cancha neutral, el cual determinaría al ganador. Esto sucedió 6 veces en 1983-84, 1990-91, 1992-93, 1993-94, 1994-95 y 1999-2000, en 1983-84 se realizó un desempate con partido doble, jugándose 4 partidos en total.
Al disminuir el interés en la Supercopa se decidió que esta se realizaría en un solo partido definitorio en cancha neutral a partir de la temporada 2000/01 hasta la actualidad.

## Palmarés

### Finales a doble partido
| Inauguración del Estadio Nacional de Portugal (Taça Império) |                                              |              |                    |                          |                                         |
| Temporada                                                    | Campeón                                      | Marcador     | Finalista          | Fecha                    | Sede de la final                        |
| 1943-44                                                      | Sporting                                     | 3 - 2 (pró.) | Benfica            | 10 de junio de 1944      | Estádio do Jamor, Jamor                 |
| 1943-44                                                      | Disputada a partido único                    |              |                    |                          |                                         |
| Ediciones no oficiales                                       |                                              |              |                    |                          |                                         |
| Temporada                                                    | Equipo                                       | Marcador     | Equipo             | Fecha                    | Sede de la final                        |
| 1978-79                                                      | Porto                                        | 1 - 2        | Boavista           | 17 de agosto de 1979     | Estádio das Antas, Oporto               |
| 1978-79                                                      | Disputada a partido único                    |              |                    |                          |                                         |
| 1979-80                                                      | Sporting                                     | 2 - 2        | Benfica            | 10 de septiembre de 1980 | Estádio José Alvalade, Lisboa           |
| 1979-80                                                      | Benfica                                      | 2 - 1        | Sporting           | 29 de octubre de 1980    | Estádio da Luz, Lisboa                  |
| 1979-80                                                      | Benfica ganó 4 - 3 en agregado               |              |                    |                          |                                         |
| Finales a ida y vuelta                                       |                                              |              |                    |                          |                                         |
| Temporada                                                    | Equipo                                       | Marcador     | Equipo             | Fecha                    | Sede de la final                        |
| 1980-81                                                      | Benfica                                      | 2 - 0        | Porto              | 1 de diciembre de 1981   | Estádio da Luz, Lisboa                  |
| 1980-81                                                      | Porto                                        | 4 - 1        | Benfica            | 8 de diciembre de 1981   | Estádio das Antas, Oporto               |
| 1980-81                                                      | Porto ganó 4 - 3 en agregado                 |              |                    |                          |                                         |
| 1981-82                                                      | Sporting Braga                               | 2 - 1        | Sporting           | 9 de octubre de 1982     | Estádio 1º de Maio, Braga               |
| 1981-82                                                      | Sporting                                     | 6 - 1        | Sporting Braga     | 1 de diciembre de 1982   | Estádio José Alvalade, Lisboa           |
| 1981-82                                                      | Sporting ganó 7 - 3 en agregado              |              |                    |                          |                                         |
| 1982-83                                                      | Porto                                        | 0 - 0        | Benfica            | 8 de diciembre de 1983   | Estádio das Antas, Oporto               |
| 1982-83                                                      | Benfica                                      | 1 - 2        | Porto              | 14 de diciembre de 1983  | Estádio da Luz, Lisboa                  |
| 1982-83                                                      | Porto ganó 2 - 1 en agregado                 |              |                    |                          |                                         |
| 1983-84                                                      | Benfica                                      | 1 - 0        | Porto              | 27 de marzo de 1985      | Estádio da Luz, Lisboa                  |
| 1983-84                                                      | Porto                                        | 1 - 0        | Benfica            | 17 de abril de 1985      | Estádio das Antas, Oporto               |
| 1983-84                                                      | Agregado: 1 - 1                              |              |                    |                          |                                         |
| 1983-84                                                      | Porto                                        | 3 - 0        | Benfica            | 16 de mayo de 1985       | Estádio das Antas, Oporto               |
| 1983-84                                                      | Benfica                                      | 0 - 1        | Porto              | 30 de mayo de 1985       | Estádio da Luz, Lisboa                  |
| 1983-84                                                      | Final repetida, Porto ganó 4 - 0 en agregado |              |                    |                          |                                         |
| 1984-85                                                      | Benfica                                      | 1 - 0        | Porto              | 20 de noviembre de 1985  | Estádio da Luz, Lisboa                  |
| 1984-85                                                      | Porto                                        | 0 - 0        | Benfica            | 4 de diciembre de 1985   | Estádio das Antas, Oporto               |
| 1984-85                                                      | Benfica ganó 1 - 0 en agregado               |              |                    |                          |                                         |
| 1985-86                                                      | Porto                                        | 1 - 1        | Benfica            | 19 de noviembre de 1986  | Estádio das Antas, Oporto               |
| 1985-86                                                      | Benfica                                      | 2 - 4        | Porto              | 26 de noviembre de 1986  | Estádio da Luz, Lisboa                  |
| 1985-86                                                      | Porto ganó 5 - 3 en agregado                 |              |                    |                          |                                         |
| 1986-87                                                      | Benfica                                      | 0 - 3        | Sporting           | 6 de diciembre de 1987   | Estádio da Luz, Lisboa                  |
| 1986-87                                                      | Sporting                                     | 1 - 0        | Benfica            | 20 de diciembre de 1987  | Estádio José Alvalade, Lisboa           |
| 1986-87                                                      | Sporting ganó 4 - 0 en agregado              |              |                    |                          |                                         |
| 1987-88                                                      | Vitória Guimarães                            | 2 - 0        | Porto              | 28 de septiembre de 1988 | Estadio Dom Afonso Henriques, Guimarães |
| 1987-88                                                      | Porto                                        | 0 - 0        | Vitória Guimarães  | 19 de octubre de 1988    | Estádio das Antas, Oporto               |
| 1987-88                                                      | Vitória Guimarães ganó 2 - 0 en agregado     |              |                    |                          |                                         |
| 1988-89                                                      | Benfica                                      | 2 - 0        | Os Belenenses      | 25 de octubre de 1989    | Estádio da Luz, Lisboa                  |
| 1988-89                                                      | Os Belenenses                                | 0 - 2        | Benfica            | 29 de noviembre de 1989  | Estádio do Restelo, Lisboa              |
| 1988-89                                                      | Benfica ganó 4 - 0 en agregado               |              |                    |                          |                                         |
| 1989-90                                                      | Estrela da Amadora                           | 2 - 1        | Porto              | 7 de agosto de 1990      | Estádio José Gomes, Amadora             |
| 1989-90                                                      | Porto                                        | 3 - 0        | Estrela da Amadora | 14 de agosto de 1990     | Estádio das Antas, Oporto               |
| 1989-90                                                      | Porto ganó 4 - 2 en agregado                 |              |                    |                          |                                         |
| 1990-91                                                      | Benfica                                      | 2 - 1        | Porto              | 18 de diciembre de 1991  | Estádio da Luz, Lisboa                  |
| 1990-91                                                      | Porto                                        | 1 - 0        | Benfica            | 29 de enero de 1992      | Estádio das Antas, Oporto               |
| 1990-91                                                      | Agregado: 2 - 2                              |              |                    |                          |                                         |
| 1990-91                                                      | Porto                                        | 1 - 1        | Benfica            | 9 de septiembre de 1992  | Estádio Municipal de Coimbra, Coímbra   |
| 1990-91                                                      | Tercer partido: Porto ganó 4 - 3 en penales. |              |                    |                          |                                         |
| 1991-92                                                      | Porto                                        | 1 - 2        | Boavista           | 16 de diciembre de 1992  | Estádio das Antas, Oporto               |
| 1991-92                                                      | Boavista                                     | 2 - 2        | Porto              | 6 de enero de 1993       | Estádio do Bessa, Oporto                |
| 1991-92                                                      | Boavista ganó 4 - 3 en agregado              |              |                    |                          |                                         |
| 1992-93                                                      | Benfica                                      | 1 - 0        | Porto              | 11 de agosto de 1993     | Estádio da Luz, Lisboa                  |
| 1992-93                                                      | Porto                                        | 1 - 0        | Benfica            | 15 de agosto de 1993     | Estádio das Antas, Oporto               |
| 1992-93                                                      | Agregado: 1 - 1                              |              |                    |                          |                                         |
| 1992-93                                                      | Porto                                        | 2 - 2        | Benfica            | 17 de agosto de 1994     | Estádio Municipal de Coimbra, Coímbra   |
| 1992-93                                                      | Tercer partido: Porto ganó 4 - 3 en penales. |              |                    |                          |                                         |
| 1993-94                                                      | Benfica                                      | 1 - 1        | Porto              | 24 de agosto de 1994     | Estádio da Luz, Lisboa                  |
| 1993-94                                                      | Porto                                        | 0 - 0        | Benfica            | 21 de septiembre de 1994 | Estádio das Antas, Oporto               |
| 1993-94                                                      | Agregado: 1 - 1                              |              |                    |                          |                                         |
| 1993-94                                                      | Porto                                        | 1 - 0        | Benfica            | 20 de junio de 1995      | Parc des Princes, París                 |
| 1993-94                                                      | Tercer partido                               |              |                    |                          |                                         |
| 1994-95                                                      | Sporting                                     | 0 - 0        | Porto              | 6 de agosto de 1995      | Estádio José Alvalade, Lisboa           |
| 1994-95                                                      | Porto                                        | 2 - 2        | Sporting           | 23 de agosto de 1995     | Estádio das Antas, Oporto               |
| 1994-95                                                      | Agregado: 2 - 2                              |              |                    |                          |                                         |
| 1994-95                                                      | Sporting                                     | 3 - 0        | Porto              | 30 de abril de 1996      | Parc des Princes, París                 |
| 1994-95                                                      | Tercer Partido                               |              |                    |                          |                                         |
| 1995-96                                                      | Porto                                        | 1 - 0        | Benfica            | 18 de agosto de 1996     | Estádio das Antas, Oporto               |
| 1995-96                                                      | Benfica                                      | 0 - 5        | Porto              | 18 de septiembre de 1996 | Estádio da Luz, Lisboa                  |
| 1995-96                                                      | Porto ganó 6 - 0 en agregado                 |              |                    |                          |                                         |
| 1996-97                                                      | Boavista                                     | 2 - 0        | Porto              | 15 de agosto de 1997     | Estádio do Bessa, Oporto                |
| 1996-97                                                      | Porto                                        | 1 - 0        | Boavista           | 10 de septiembre de 1997 | Estádio das Antas, Oporto               |
| 1996-97                                                      | Boavista ganó 2 - 1 en agregado              |              |                    |                          |                                         |
| 1997-98                                                      | Porto                                        | 1 - 0        | Sporting Braga     | 8 de agosto de 1998      | Estádio das Antas, Oporto               |
| 1997-98                                                      | Sporting Braga                               | 1 - 1        | Porto              | 8 de septiembre de 1998  | Estádio 1º de Maio, Braga               |
| 1997-98                                                      | Porto ganó 2 - 1 en agregado.                |              |                    |                          |                                         |
| 1998-99                                                      | Beira-Mar                                    | 1 - 2        | Porto              | 7 de agosto de 1999      | Estádio Mário Duarte, Aveiro            |
| 1998-99                                                      | Porto                                        | 3 - 1        | Beira-Mar          | 15 de agosto de 1999     | Estádio das Antas, Oporto               |
| 1998-99                                                      | Porto ganó 5 - 2 en agregado.                |              |                    |                          |                                         |
| 1999-00                                                      | Porto                                        | 1 - 1        | Sporting           | 13 de agosto de 2000     | Estádio das Antas, Oporto               |
| 1999-00                                                      | Sporting                                     | 0 - 0        | Porto              | 31 de enero de 2001      | Estádio José Alvalade, Lisboa           |
| 1999-00                                                      | Agregado: 1 - 1                              |              |                    |                          |                                         |
| 1999-00                                                      | Sporting                                     | 1 - 0        | Porto              | 16 de mayo de 2001       | Estádio Municipal de Coimbra, Coímbra   |
| 1999-00                                                      | Tercer Partido.                              |              |                    |                          |                                         |

### Finales a partido único
| Temporada | Fecha                   | Campeón              | Resultado        | Subcampeón           | Sede de la final                        |
| --------- | ----------------------- | -------------------- | ---------------- | -------------------- | --------------------------------------- |
| 2000-01   | 4 de agosto de 2001     | Porto                | 1 - 0            | Boavista             | Estadio do Rio Ave FC, Vila do Conde    |
| 2001-02   | 18 de agosto de 2002    | Sporting de Portugal | 5 - 1            | Leixões              | Estadio do Bonfim, Setúbal              |
| 2002-03   | 10 de agosto de 2003    | Porto                | 1 - 0            | Leiria               | Estadio Dom Afonso Henriques, Guimarães |
| 2003-04   | 20 de agosto de 2004    | Porto                | 1 - 0            | Benfica              | Estadio Cidade de Coimbra, Coímbra      |
| 2004-05   | 13 de agosto de 2005    | Benfica              | 1 - 0            | Vitória Setúbal      | Estadio Algarve, Faro-Loulé             |
| 2005-06   | 19 de agosto de 2006    | Porto                | 3 - 0            | Vitória Setúbal      | Estadio Dr. Magalhães Pessoa, Leiría    |
| 2006-07   | 11 de agosto de 2007    | Sporting de Portugal | 1 - 0            | Porto                | Estadio Dr. Magalhães Pessoa, Leiría    |
| 2007-08   | 16 de agosto de 2008    | Sporting             | 2 - 0            | Porto                | Estadio Algarve, Faro-Loulé             |
| 2008-09   | 9 de agosto de 2009     | Porto                | 2 - 0            | Paços de Ferreira    | Estadio Municipal de Aveiro, Aveiro     |
| 2009-10   | 7 de agosto de 2010     | Porto                | 2 - 0            | Benfica              | Estadio Municipal de Aveiro, Aveiro     |
| 2010-11   | 7 de agosto de 2011     | Porto                | 2 - 1            | Vitória Guimarães    | Estadio Municipal de Aveiro, Aveiro     |
| 2011-12   | 11 de agosto de 2012    | Porto                | 1 - 0            | Académica de Coimbra | Estadio Municipal de Aveiro, Aveiro     |
| 2012-13   | 10 de agosto de 2013    | Porto                | 3 - 0            | Vitória Guimarães    | Estadio Municipal de Aveiro, Aveiro     |
| 2013-14   | 10 de agosto de 2014    | Benfica              | 0 - 0 (3 - 2 p.) | Rio Ave              | Estadio Municipal de Aveiro, Aveiro     |
| 2015      | 9 de agosto de 2015     | Sporting de Portugal | 1 - 0            | Benfica              | Estadio Algarve, Faro-Loulé             |
| 2015-16   | 7 de agosto de 2016     | Benfica              | 3 - 0            | Sporting Braga       | Estadio Municipal de Aveiro, Aveiro     |
| 2017      | 5 de agosto de 2017     | Benfica              | 3 - 1            | Vitória Guimarães    | Estadio Municipal de Aveiro, Aveiro     |
| 2018      | 4 de agosto de 2018     | Porto                | 3 - 1            | Desportivo Aves      | Estadio Municipal de Aveiro, Aveiro     |
| 2019      | 4 de agosto de 2019     | Benfica              | 5 - 0            | Sporting de Portugal | Estadio Algarve, Faro-Loulé             |
| 2020      | 23 de diciembre de 2020 | Porto                | 2 - 0            | Benfica              | Estadio Municipal de Aveiro, Aveiro     |
| 2021      | 31 de julio de 2021     | Sporting de Portugal | 2 - 1            | Sporting Braga       | Estadio Municipal de Aveiro, Aveiro     |
| 2022      | 30 de julio de 2022     | Porto                | 3 - 0            | Tondela              | Estadio Municipal de Aveiro, Aveiro     |
| 2023      | 9 de agosto de 2023     | Benfica              | 2 - 0            | Porto                | Estadio Municipal de Aveiro, Aveiro     |
| 2024      | 3 de agosto de 2024     | Porto                | 4 - 3            | Sporting de Portugal | Estadio Municipal de Aveiro, Aveiro     |
| 2025      | 31 de julio de 2025     | Benfica              | 1 - 0            | Sporting de Portugal | Estadio Algarve, Faro-Loulé             |

## Títulos por club
| Club                 | Títulos | Subtítulos | Años campeón |
| -------------------- | ------- | ---------- | --- |
| FC Porto             | 24      | 9          | 1981, 1983, 1984, 1986, 1990, 1991, 1993, 1994, 1996, 1998, 1999, 2001, 2003, 2004, 2006, 2009, 2010, 2011, 2012, 2013, 2018, 2020, 2022, 2024 |
| SL Benfica           | 10      | 13         | 1980, 1985, 1989, 2005, 2014, 2016, 2017, 2019, 2023, 2025                                                                                     |
| Sporting CP          | 9       | 4          | 1982, 1987, 1995, 2000, 2002, 2007, 2008, 2015, 2021                                                                                           |
| Boavista FC          | 3       | 1          | 1979, 1992, 1997 |
| Vitória Guimarães    | 1       | 3          | 1988 |
| Sporting Braga       | -       | 3          | --- |
| Vitória Setúbal      | -       | 2          | --- |
| CF Os Belenenses     | -       | 2          | --- |
| Estrela da Amadora † | -       | 1          | --- |
| SC Beira-Mar         | -       | 1          | --- |
| Leixões SC           | -       | 1          | --- |
| UD Leiria            | -       | 1          | --- |
| Rio Ave FC           | -       | 1          | --- |
| Desportivo das Aves  | -       | 1          | --- |
| CD Tondela           | -       | 1          | --- |

Nota: En esta estadística no está incluida la edición de 1944.
- † Equipo desaparecido.